# Promozione Marche 1975-1976
Nella stagione 1975-1976 la Promozione era il quinto livello del calcio italiano (il massimo livello regionale). Qui vi sono le statistiche relative al campionato in Marche.
Il campionato è strutturato in vari gironi all'italiana su base regionale, gestiti dai Comitati Regionali di competenza. Promozioni alla categoria superiore e retrocessioni in quella inferiore non erano sempre omogenee; erano quantificate all'inizio del campionato dal Comitato Regionale secondo le direttive stabilite dalla Lega Nazionale Dilettanti, ma flessibili, in relazione al numero delle società retrocesse dal Campionato Interregionale e perciò, a seconda delle varie situazioni regionali, la fine del campionato poteva avere degli spareggi sia di promozione che di retrocessione.

## Squadre partecipanti
| Squadra                   | Città                                  | Stagione precedente |
| ------------------------- | -------------------------------------- | ------------------- |
| U.S. Cameranese           | Camerino (MC)                          |                     |
| Pol. Magg. C. Cherubini   | Civitanova Marche (MC)                 |                     |
| A.S. Cupramontana         | Cupramontana (AN)                      |                     |
| S.S. Durantina            | Urbania (PS)                           |                     |
| A.C. Elpidiense           | Sant'Elpidio a Mare (AP)               |                     |
| A.S. Falconarese          | Falconara Marittima (AN)               |                     |
| U.S. Fortitudo Fabrianese | Fabriano (AN)                          |                     |
| S.S. Matelica             | Matelica (MC)                          |                     |
| U.S. Metaurense           | Calcinelli di Saltara (PS)             |                     |
| U.S. Pergolese            | Pergola (PS)                           |                     |
| S.S. Portorecanati        | Porto Recanati (MC)                    |                     |
| S.S. Real Montecchio      | Montecchio di S.Angelo in Lizzola (PS) |                     |
| S.S. Robur                | Grottammare (AP)                       |                     |
| U.S. Sangiorgese          | Porto San Giorgio (AP)                 |                     |
| U.S. Tolentino            | Tolentino (MC)                         |                     |
| A.S.C. Urbino             | Urbino                                 |                     |

## Classifica finale
|  | Pos. | Squadra              | Pt | G  | V  | N  | P  | GF | GS | DR  |
|  | ---- | -------------------- | -- | -- | -- | -- | -- | -- | -- | --- |
|  | 1.   | Tolentino            | 43 | 30 | 15 | 13 | 2  | 36 | 13 | +23 |
|  | 2.   | Elpidiense           | 41 | 30 | 15 | 11 | 4  | 37 | 19 | +18 |
|  | 3.   | Robur Grottammare    | 37 | 30 | 15 | 7  | 8  | 33 | 26 | +7  |
|  | 4.   | Falconarese          | 35 | 30 | 13 | 9  | 8  | 40 | 22 | +18 |
|  | 5.   | Sangiorgese          | 32 | 30 | 13 | 6  | 11 | 33 | 26 | +7  |
|  | 6.   | Metaurense           | 30 | 30 | 9  | 12 | 9  | 31 | 30 | +1  |
|  | 7.   | Fortitudo Fabrianese | 29 | 30 | 9  | 11 | 10 | 34 | 32 | +2  |
|  | 7.   | Real Montecchio      | 29 | 30 | 8  | 13 | 9  | 29 | 31 | -2  |
|  | 9.   | Durantina,           | 28 | 30 | 9  | 10 | 11 | 32 | 31 | +1  |
|  | 9.   | Cupramontana         | 28 | 30 | 9  | 10 | 11 | 20 | 23 | -3  |
|  | 9.   | Cameranese           | 28 | 30 | 9  | 10 | 11 | 25 | 29 | -4  |
|  | 12.  | Pergolese            | 27 | 30 | 10 | 7  | 13 | 17 | 21 | -4  |
|  | 12.  | Matelica             | 27 | 30 | 7  | 13 | 10 | 23 | 29 | -6  |
|  | 14.  | Portorecanati        | 26 | 30 | 10 | 6  | 14 | 25 | 31 | -6  |
|  | 14.  | Urbino               | 26 | 30 | 9  | 8  | 13 | 23 | 40 | -17 |
|  | 16.  | Cherubini            | 14 | 30 | 1  | 12 | 17 | 9  | 44 | -35 |

Legenda:
      Promosso in Serie D 1976-1977.
      Retrocesso in Prima Categoria.
Regolamento:
Due punti a vittoria, uno a pareggio, zero a sconfitta.